# Női 800 méteres gyorsúszás a 2005. évi nyári európai ifjúsági olimpiai fesztiválon
A 2005. évi nyári európai ifjúsági olimpiai fesztiválon az úszás női 800 méteres gyorsúszás versenyeit július 8-án rendezték, Lignano Sabbiadoróban.

## Előfutamok
| H | F | Név                     | Nemzet           | E        | Mj |
| - | - | ----------------------- | ---------------- | -------- | -- |
|   | 2 | Ingrid Nygaard Knutzen  | Norvégia         | 9:22.76  |    |
|   | 2 | Orla Ryan               | Írország         | 9:25.82  |    |
|   | 2 | Chrysanthi Savvidi      | Görögország      | 9:29.20  |    |
|   | 2 | Stefanie Stuerzl        | Ausztria         | 9:32.87  |    |
|   | 2 | Maeva Bremond           | Franciaország    | 9:33.00  |    |
|   | 2 | Ninni Arvidsson         | Svédország       | 9:42.56  |    |
|   | 3 | Marta Marinho           | Portugália       | 9:46.15  |    |
|   | 2 | Yuliya Snisarenko       | Ukrajna          | 9:46.48  |    |
|   | 3 | Olga Sigurdardottir     | Izland           | 9:52.95  |    |
|   | 2 | Irem Akalin             | Törökország      | 10:03.54 |    |
|   | 3 | Kseniya Lebedzeva       | Fehéroroszország | 10:04.12 |    |
|   | 3 | Iuliana Mihaela Sumalan | Románia          | 10:11.67 |    |

## Döntő
| H     | Név                 | Nemzet             | E       | Mj |
| ----- | ------------------- | ------------------ | ------- | -- |
| Arany | Ceri Unwin          | Egyesült Királyság | 8:49.24 |    |
| Ezüst | Szeder Fanni        | Magyarország       | 8:59.82 |    |
| Bronz | Cinzia Sciocchetti  | Olaszország        | 9:01.53 |    |
| 4     | Kira Parkhomenko    | Oroszország        | 9:01.90 |    |
| 5     | Paloma Dominguez    | Spanyolország      | 9:11.86 |    |
| 6     | Monique Stechert    | Németország        | 9:13.28 |    |
| 7     | Nika Karlina Petric | Szlovénia          | 9:16.66 |    |
| 8     | Sofie Harnfeldt     | Dánia              | 9:28.89 |    |